# Stazione di Morón
La stazione di Morón (Estación Morón in spagnolo) è una stazione ferroviaria della linea Sarmiento situata nell'omonima città della provincia di Buenos Aires.

## Storia
La stazione fu aperta al traffico il 5 febbraio 1859.